# Liste von Burgen, Schlössern und Festungen im Département Eure-et-Loir
Die Liste von Burgen, Schlössern und Festungen im Département Eure-et-Loir listet bestehende und abgegangene Anlagen im Département Eure-et-Loir auf. Das Département zählt zur Region Centre-Val de Loire in Frankreich.

Wappen des Départements Eure-et-Loir (28)
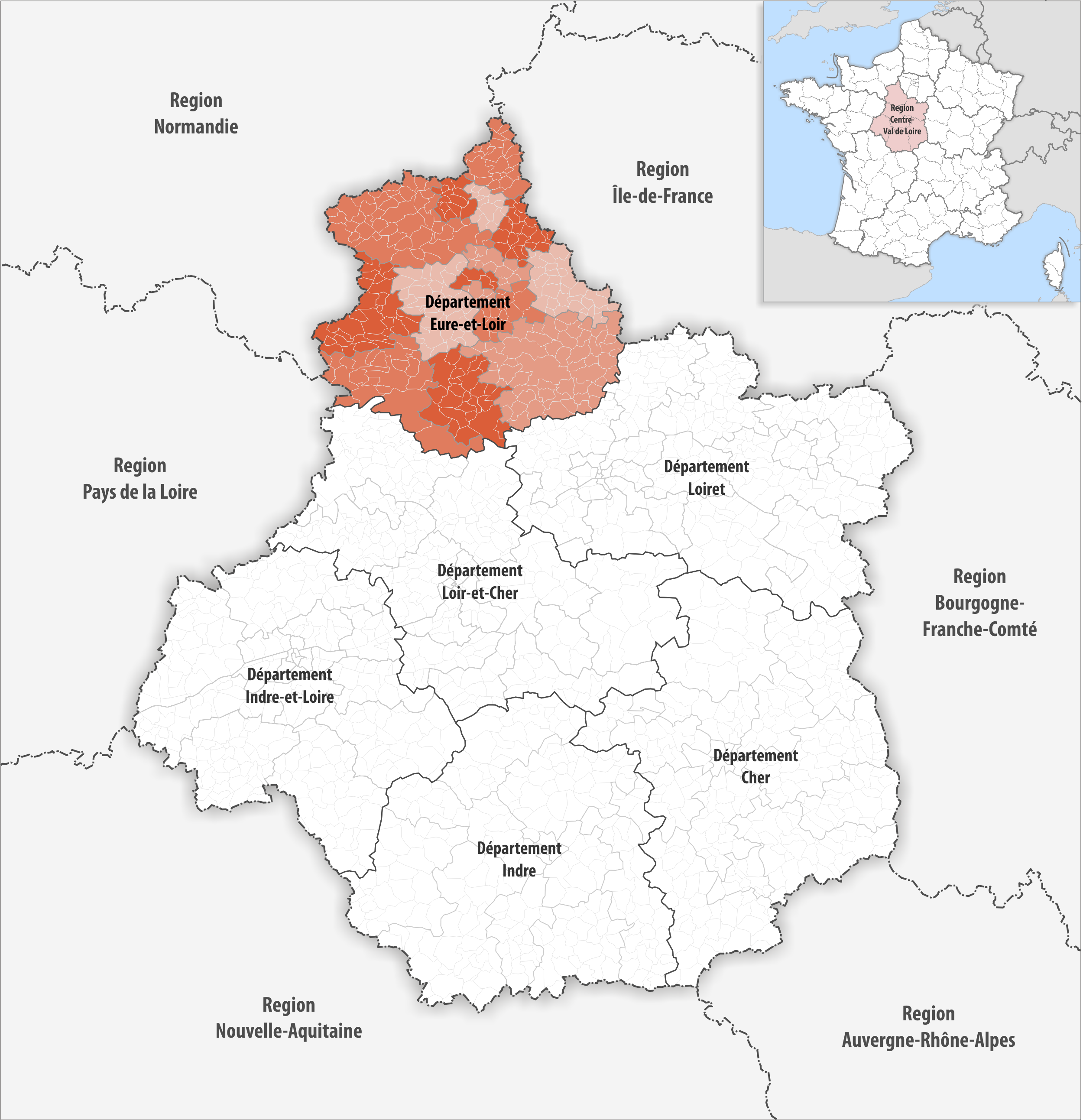
Lage des Départements Eure-et-Loir in der Region Centre-Val de Loire
Lage der Region Centre-Val de Loire in Frankreich

## Liste
Bestand am 13. September 2022: 116
| Name deu / fra                                                           | Gemeinde / Lage                         | Typ (Untertyp)       | Bemerkungen                                                                      | Bild |
| ------------------------------------------------------------------------ | --------------------------------------- | -------------------- | -------------------------------------------------------------------------------- | ---- |
| Schloss Abondant Château d'Abondant                                      | Abondant 48,783969° N, 1,436808° O      | Schloss              |                                                                                  |      |
| Schloss Allainville Château d'Allainville                                | Allainville 48,722771° N, 1,29885° O    | Schloss              |                                                                                  |      |
| Schloss Alluyes Château d'Alluyes                                        | Alluyes 48,229252° N, 1,363008° O       | Schloss              |                                                                                  |      |
| Schloss Alonville Château d'Alonville                                    | Bailleau-l’Évêque                       | Schloss              |                                                                                  |      |
| Schloss Ancise Château d'Ancise                                          | Douy                                    | Schloss              |                                                                                  |      |
| Schloss Anet Château d'Anet                                              | Anet 48,858378° N, 1,438646° O          | Schloss              | Bekannt aus dem James-Bond-Film Feuerball                                        |      |
| Schloss Arnouville Château d'Arnouville                                  | Gommerville                             | Schloss              |                                                                                  |      |
| Schloss Aulnay Château d'Aulnay                                          | Saint-Christophe                        | Schloss              |                                                                                  |      |
| Schloss Aunay Château d'Aunay                                            | Aunay-sous-Crécy                        | Schloss              |                                                                                  |      |
| Turm Auneau Tour d'Auneau                                                | Auneau                                  | Burg (Turm)          |                                                                                  |      |
| Schloss Barjouville Château de Barjouville                               | Barjouville                             | Schloss              |                                                                                  |      |
| Schloss Baronville Château de Baronville                                 | Béville-le-Comte                        | Schloss              |                                                                                  |      |
| Schloss Beaumont-les-Autels Château de Beaumont-les-Autels               | Beaumont-les-Autels                     | Schloss              |                                                                                  |      |
| Schloss Boigneville Château de Boigneville                               | Yermenonville                           | Schloss              |                                                                                  |      |
| Schloss Bois-Méan Château de Bois-Méan                                   | Arrou                                   | Schloss              |                                                                                  |      |
| Burg Bois-Ruffin Tour de Bois-Ruffin                                     | Arrou                                   | Burg (Turm)          | Ruine                                                                            |      |
| Schloss Les Boulard Château des Boulard                                  | Mignières                               | Schloss              | Im Weiler Spoir                                                                  |      |
| Schloss La Boulidière Château de la Boulidière                           | Douy                                    | Schloss              |                                                                                  |      |
| Schloss Le Boullay-Thierry Château du Boullay-Thierry                    | Le Boullay-Thierry                      | Schloss              |                                                                                  |      |
| Schloss Bouthonvilliers Château de Bouthonvilliers                       | Dangeau                                 | Schloss              |                                                                                  |      |
| Schloss Bouville Château de Bouville                                     | Cloyes-sur-le-Loir                      | Schloss              |                                                                                  |      |
| Schloss La Brunetière Château de la Brunetière                           | Arrou                                   | Schloss              |                                                                                  |      |
| Schloss Cambray Château de Cambray                                       | Germignonville                          | Schloss              |                                                                                  |      |
| Schloss Champ-Romain Château de Champ-Romain                             | Thiville                                | Schloss              |                                                                                  |      |
| Schloss Chantemesle Château de Chantemesle                               | Logron                                  | Schloss              |                                                                                  |      |
| Schloss Charbonnières Château de Charbonnières                           | Charbonnières                           | Schloss              |                                                                                  |      |
| Schloss Châteaudun Château de Châteaudun                                 | Châteaudun                              | Schloss              |                                                                                  |      |
| Burg Châteauneuf-en-Thymerais Château de Châteauneuf-en-Thymerais        | Châteauneuf-en-Thymerais                | Burg                 | Im 16. Jahrhundert zerstört und vom Ort überbaut worden                          |      |
| Schloss La Choltière Château de la Choltière                             | Crucey-Villages                         | Schloss              |                                                                                  |      |
| Schloss Comteville Château de Comteville                                 | Dreux                                   | Schloss              |                                                                                  |      |
| Schloss Courtalain Château de Courtalain                                 | Courtalain                              | Schloss              |                                                                                  |      |
| Schloss La Couture Château de la Couture                                 | Le Thieulin                             | Schloss              |                                                                                  |      |
| Schloss Crécy Château de Crécy                                           | Crécy-Couvé                             | Schloss              | Abgegangen                                                                       |      |
| Schloss Denonville Château de Denonville                                 | Denonville                              | Schloss              |                                                                                  |      |
| Schloss Dreux Château de Dreux                                           | Dreux                                   | Schloss              |                                                                                  |      |
| Turm L’Épaule Tour de l'Épaule                                           | Gallardon                               | Burg (Turm)          |                                                                                  |      |
| Schloss Esclimont Château d'Esclimont                                    | Bleury-Saint-Symphorien                 | Schloss              |                                                                                  |      |
| Schloss Escorpain Château d'Escorpain                                    | Escorpain                               | Schloss              |                                                                                  |      |
| Schloss Fains-la-Folie Château de Fains-la-Folie                         | Fains-la-Folie                          | Schloss              |                                                                                  |      |
| Schloss La Ferté-Vidame Château de la Ferté-Vidame                       | La Ferté-Vidame                         | Schloss              | Ruine                                                                            |      |
| Schloss Fontaine-la-Guyon Château de Fontaine-la-Guyon                   | Fontaine-la-Guyon                       | Schloss              |                                                                                  |      |
| Schloss Frazé Château de Frazé                                           | Frazé                                   | Schloss              |                                                                                  |      |
| Schloss La Fresnaye Château de la Fresnaye                               | La Puisaye                              | Schloss              |                                                                                  |      |
| Schloss La Gadelière Château de la Gadelière                             | Rueil-la-Gadelière                      | Schloss              |                                                                                  |      |
| Schloss La Galaisière Château de la Galaisière                           | Souancé-au-Perche                       | Schloss              |                                                                                  |      |
| Schloss Le Gland Château du Gland                                        | Morvilliers                             | Schloss              |                                                                                  |      |
| Schloss Goury Château de Goury                                           | Loigny-la-Bataille                      | Schloss              |                                                                                  |      |
| Schloss Le Grand Fresnay Château du Grand Fresnay                        | Étilleux                                | Schloss              |                                                                                  |      |
| Schloss Guainville Château de Guainville                                 | Guainville                              | Schloss              |                                                                                  |      |
| Schloss Le Hallier Château du Hallier                                    | La Ferté-Vidame                         | Schloss              |                                                                                  |      |
| Schloss La Hallière Château de la Hallière                               | Digny                                   | Schloss              |                                                                                  |      |
| Schloss Herces Château de Herces                                         | Berchères-sur-Vesgre                    | Schloss              |                                                                                  |      |
| Schloss Houville-la-Branche Château d'Houville-la-Branche                | Houville-la-Branche                     | Schloss              |                                                                                  |      |
| Schloss Illiers Château d'Illiers                                        | Illiers-Combray                         | Schloss              |                                                                                  |      |
| Herrenhaus Le Jaglu Manoir du Jaglu                                      | Saint-Sauveur-Marville                  | Schloss (Herrenhaus) |                                                                                  |      |
| Schloss Janville Château de Janville                                     | Janville                                | Schloss              |                                                                                  |      |
| Schloss Javersy Château de Javersy                                       | Coltainville                            | Schloss              |                                                                                  |      |
| Schloss Le Jonchet Château du Jonchet                                    | Romilly-sur-Aigre                       | Schloss              |                                                                                  |      |
| Schloss Levainville Château de Levainville                               | Levainville                             | Schloss              | Fast vollständig zerstört                                                        |      |
| Schloss Levesville Château de Levesville                                 | Bailleau-l’Évêque                       | Schloss              |                                                                                  |      |
| Schloss Lignerolles Château Lignerolles                                  | Le Thieulin                             | Schloss              |                                                                                  |      |
| Schloss La Loupe Château de La Loupe                                     | La Loupe                                | Schloss              |                                                                                  |      |
| Schloss Louville Château de Louville                                     | Louville-la-Chenard                     | Schloss              |                                                                                  |      |
| Schloss Lumeau Château de Lumeau                                         | Lumeau                                  | Schloss              |                                                                                  |      |
| Schloss Maillebois Château de Maillebois                                 | Maillebois                              | Schloss              |                                                                                  |      |
| Schloss Maintenon Château de Maintenon                                   | Maintenon                               | Schloss              | Bekannt aus dem Belmondo-Film Der Profi                                          |      |
| Schloss Manou Château de Manou                                           | Manou                                   | Schloss              |                                                                                  |      |
| Schloss Marcouville Château de Marcouville                               | Crucey-Villages                         | Schloss              |                                                                                  |      |
| Schloss Marmousse Château de Marmousse                                   | Garnay                                  | Schloss              |                                                                                  |      |
| Schloss Mémillon Château de Mémillon                                     | Saint-Maur-sur-le-Loir                  | Schloss              | Reste                                                                            |      |
| Schloss Méréglise Château de Méréglise                                   | Méréglise                               | Schloss              |                                                                                  |      |
| Schloss Meslay-le-Vidame Château de Meslay-le-Vidame                     | Meslay-le-Vidame                        | Schloss              |                                                                                  |      |
| Schloss Moléans Château de Moléans                                       | Moléans                                 | Schloss              |                                                                                  |      |
| Schloss Montboissier Château de Montboissier                             | Montboissier                            | Schloss              | Teilweise abgerissen                                                             |      |
| Schloss Montdoucet Château de Montdoucet                                 | Souancé-au-Perche                       | Schloss              |                                                                                  |      |
| Schloss Montigny-le-Gannelon Château de Montigny-le-Gannelon             | Montigny-le-Gannelon                    | Schloss              |                                                                                  |      |
| Burg Montireau Château vieux de Montireau                                | Montireau                               | Burg                 | Ruine                                                                            |      |
| Schloss Montireau Château de Montireau (La Cour d'Anthenaise)            | Montireau                               | Schloss              |                                                                                  |      |
| Schloss Morainville Château de Morainville                               | Morainville                             | Schloss              |                                                                                  |      |
| Schloss Moresville Château de Moresville                                 | Flacey                                  | Schloss              |                                                                                  |      |
| Schloss Mormoulins Château de Mormoulins                                 | Chaudon                                 | Schloss              |                                                                                  |      |
| Schloss Mottereau Château de Mottereau                                   | Mottereau                               | Schloss              |                                                                                  |      |
| Schloss Nogent-le-Roi Château de Nogent-le-Roi                           | Nogent-le-Roi 48,646748° N, 1,531678° O | Schloss              |                                                                                  |      |
| Schloss Oursières Château d'Oursières                                    | Argenvilliers                           | Schloss              |                                                                                  |      |
| Schloss Oysonville Château d'Oysonville                                  | Oysonville                              | Schloss              |                                                                                  |      |
| Burg Plessis-Saint-Rémy Motte médiévale du Plessis-Saint-Rémy            | Saint-Rémy-sur-Avre                     | Burg (Motte)         | Abgegangen                                                                       |      |
| Schloss Primard Château de Primard                                       | Guainville                              | Schloss              |                                                                                  |      |
| Burg Le Puiset Château du Puiset                                         | Le Puiset                               | Burg                 | Ruine                                                                            |      |
| Schloss La Rémonière Château de la Rémonière                             | Arrou                                   | Schloss              |                                                                                  |      |
| Schloss Reverseaux Château de Reverseaux                                 | Rouvray-Saint-Florentin                 | Schloss              |                                                                                  |      |
| Schloss La Rivière Château de la Rivière                                 | Pontgouin                               | Schloss              |                                                                                  |      |
| Burg La Robertière Château de la Robertière                              | Abondant                                | Burg                 | Ruine                                                                            |      |
| Schloss La Ronce Château de la Ronce                                     | Rouvres                                 | Schloss              |                                                                                  |      |
| Schloss Roussainville Château de Roussainville                           | Illiers-Combray                         | Schloss              |                                                                                  |      |
| Schloss Saint-Éman Château de Saint-Éman                                 | Saint-Éman                              | Schloss              |                                                                                  |      |
| Burg Saint-Jean Château Saint-Jean                                       | Nogent-le-Rotrou                        | Burg                 |                                                                                  |      |
| Schloss Saint-Lubin-des-Joncherets Château de Saint-Lubin-des-Joncherets | Saint-Lubin-des-Joncherets              | Schloss              |                                                                                  |      |
| Schloss La Saussaye Château de la Saussaye                               | Sours                                   | Schloss              | Im Zweiten Weltkrieg abgerissen                                                  |      |
| Schloss Senonches Château de Senonches                                   | Senonches                               | Schloss              | Museum                                                                           |      |
| Schloss Sorel Château de Sorel                                           | Sorel-Moussel                           | Schloss              | Ruine                                                                            |      |
| Schloss Sours Château de Sours                                           | Sours                                   | Schloss              |                                                                                  |      |
| Schloss Tansonville Château de Tansonville                               | Illiers-Combray                         | Schloss              | Das Château de Swann in Auf der Suche nach der verlorenen Zeit von Marcel Proust |      |
| Schloss Tardais Château de Tardais                                       | Senonches                               | Schloss              |                                                                                  |      |
| Schloss Touchebredier Château de Touchebredier                           | La Chapelle-du-Noyer                    | Schloss              |                                                                                  |      |
| Schloss Tresneau Château de Tresneau                                     | Thimert-Gâtelles                        | Schloss              | Zerstört                                                                         |      |
| Schloss Vauventriers Château de Vauventriers                             | Champhol                                | Schloss              |                                                                                  |      |
| Schloss Les Vaux Château des Vaux                                        | Pontgouin                               | Schloss              |                                                                                  |      |
| Schloss Ver Château de Ver                                               | Ver-lès-Chartres                        | Schloss              |                                                                                  |      |
| Schloss Vérigny Château de Vérigny                                       | Vérigny                                 | Schloss              |                                                                                  |      |
| Schloss La Vignardière Château de la Vignardière                         | Marolles-les-Buis                       | Schloss              |                                                                                  |      |
| Schloss Villebon Château de Villebon                                     | Villebon                                | Schloss              |                                                                                  |      |
| Schloss Villemesle Château de Villemesle                                 | Boisgasson                              | Schloss              |                                                                                  |      |
| Schloss Villepion Château de Villepion                                   | Terminiers                              | Schloss              |                                                                                  |      |
| Schloss Villeprévost Château de Villeprévost                             | Tillay-le-Péneux                        | Schloss              |                                                                                  |      |
| Schloss Vitray Château de Vitray                                         | Gilles                                  | Schloss              |                                                                                  |      |
| Schloss Vrainville Château de Vrainville                                 | Montharville                            | Schloss              |                                                                                  |      |